# Gábor Köves
Gábor Köves (Budapest, 7 gennaio 1970) è un allenatore di tennis, commentatore televisivo ed ex tennista ungherese, specializzato nel doppio.
Ha vinto in carriera 4 titoli Challenger e ha raggiunto il 79º posto del ranking ATP nell'ottobre 1998. Tra gli juniores ha vinto il prestigioso Orange Bowl nel 1987 in coppia con Cristiano Caratti.
Dopo la carriera agonistica è rimasto nel mondo del tennis come allenatore, e ha seguito la carriera di Petra Mandula e Ágnes Szávay. È stato l'allenatore della squadra ungherese alle Olimpiadi di Atene 2004. Nel 2016 è diventato il capitano della squadra ungherese di Coppa Davis.